# Этичная шлюха: Путеводитель по бесконечным сексуальным возможностям
«Этичная шлюха: Путеводитель по бесконечным сексуальным возможностям» (на русский язык перевели, как Этика блядства (англ. The Ethical Slut: A Guide to Infinite Sexual Possibilities) — научно-популярная книга на английском языке, написанная Досси Истон и Джанет Харди (под псевдонимом Кэтрин А. Лист в первом издании книги в 1997 году). На русском языке книга издана в 2006 году.

## Содержание
Авторы определяют термин, вынесенный в заглавие книги, как «человека любого пола, имеющего храбрость вести жизнь в соответствии с радикальным утверждением, что секс прекрасен, а удовольствие хорошо для вас». Таким образом они отделяют от его обычного смыслового употребления в качестве уничижительного ярлыка для распутного человека. Вместо этого они предлагают использовать его для обозначения человека, который получает наслаждение от секса и удовольствие от физической близости с другими, предпочитая заниматься им в открытую и в гармонии со своей этикой, не прибегая при этом к какой-либо форме обмана.
В книге «Этичная шлюха» обсуждается, как вести активную сексуальную жизнь одновременно с несколькими партнёрами, сохраняя при этом отношения с ними честными и светлыми. Авторы рассказывают свое видение о том, как справляться с практическими трудностями и использовать возможности при поиске и удержании партнёров, продолжая поддерживать отношения с другими, а также предлагают стратегии личностного роста.
В книге также рассматривается вопрос, какое место консенсуальная немоногамия занимает в различных субкультурах, таких, например, как сообщества геев и лесбиянок. Также затрагиваются темы ревности, общения, конфликтов в отношениях и этикета при групповых сексуальных контактах.

## Экранизации и постановки
В статье 2007 года в газете East Bay Express сообщалось, что Мозес Ма будет продюсировать экранизацию книги, но этот проект так и не был реализован.
В 2013 году продюсер и режиссёр Бен Фриц в частном порядке собрал деньги (через Kickstarter), чтобы снять эпизодический веб-сериал на основе книги и с участием её авторов. К 2016 году на YouTube было выпущено четыре сезона «Этичной шлюхи» несмотря на проблемы с финансированием после первого сезона .  Всего вышло 50 серий продолжительностью от 4 до 9 минут. Сериал рассказывает о двух подругах, которые решают исследовать открытые отношения с помощью книги «Этичная шлюха».
Пьеса Джона Сейбла Multiple O была поставлена по мотивам книги в жанре «эротическая комедия». Её премьера прошла 2 мая 2008 года в театре Брум-Стрит в Мэдисоне, штат Висконсин .

## Издания

### Второе издание (2009)
В мае 2007 года Досси Истон сообщила о том, что они с Листом работают над вторым изданием книги, где будут добавлены упражнения по коммуникации и информация об онлайн полиаморных сообществах. Оно вышло в марте 2009 года и называется The Ethical Slut: A Practical Guide to Polyamory, Open Relationships & Other Adventures (Этичная шлюха: практическое руководство по полиамории, открытым отношениям и другим приключениям).

### Третье издание (2017)
Третье издание вышло в свет в августе 2017 года под названием The Ethical Slut, Third Edition: A Practical Guide to Polyamory, Open Relationships, and Other Freedoms in Sex and Love (Этичная шлюха, третье издание: практическое руководство по полиамории, открытым отношениям и другим свободам в сексе и любви). Оно было дополнено, среди прочего, интервью с полиаморными миллениалами, выросшими вне предрассудков, свойственных более старшим поколениям и с которыми сталкиваются в отношении пола, ориентации, сексуальности и отношений. Также новое издание содержит информацию по таким темам, как асексуальность и секс-работники. Авторы также дополнили книгу материалом, посвящённым отношениям, выходящим за рамки традиционной полиаморной парадигмы («более двух партнёров»): парам, которые не живут вместе, парам, которые не занимаются сексом друг с другом, парам с сильно различающимся сексуальным поведением, взаимно-ориентированным отношениям. Кроме того, в книге появились новые тематические термины, вошедшие в обиход со времени предыдущего издания.

### Переводы
«Этика блядства» была переведена на несколько языков, включая французский, испанский, итальянский, немецкий и русский.
- Русский: «Этика бл ** ства», опубликована в 2006 году[2][14]
- Французский: La Salope éthique: Guide pratique pour des Relations Libres Sereines, опубликована Tabou Éditions в апреле 2013 года[15]
- Испанский: Ética promiscua, опубликована издательством Melusina в 2013 году[16]
- Итальянский: La zoccola etica. Guida al poliamore, all relazioni aperte e altre avventure, опубликована Odoya в январе 2014 года[17]
- Немецкий: Schlampen mit Moral. Eine praktische Anleitung für Polyamorie, offene Beziehungen und andere Abenteuer, опубликована mvg Verlag в мае 2014 года[18]